# Junker Nils von Eka
Junker Nils von Eka, auch Hört ihr den Kuckuck? (schwedisch Junker Nils av Eka) ist ein Märchen von Astrid Lindgren.

## Handlung
Junker Nils von Eka handelt von einem Jungen namens Nils, der sehr krank ist. Er liegt schwer krank in einem Bett in der Kate seiner Eltern, die auch Eka genannt wird. Seine Familie glaubt, dass er bald sterben muss. Draußen ruft der Kuckuck, der dem Volksglauben nach, einen Todesfall ankündigt. Nils schaut auf das Rollo, auf dem eine Ritterburg zu sehen ist. Er möchte die Ritterburg unbedingt mal sehen, außerdem ist er so müde, dass er schlafen will.
Nils findet sich plötzlich vor der Ritterburg wieder. Dort ist er der Knappe des Königs, Junker Nils von Eka. In der Ritterburg wird der König im Westturm gefangen gehalten. Nur Nils kann helfen. Er befreit den König und die beiden fliehen zusammen. Als die beiden drohen gefangen zu werden, gibt Nils sich als der König aus. Er wird gefangen genommen und getötet. Der König jedoch lebt weiter und reitet mit einer großen Armee zu seinem Widersacher und kann ihn besiegen.
In der Kate Nils wacht unterdessen auf. Er ist geheilt und kann mit seinen Geschwistern in den Wald gehen.

## Veröffentlichungen
Die schwedische Geschichte Junker Nils av Eka erschien zunächst in der Märchensammlung Sunnanäng (deutsch: Klingt meine Linde). Jedoch war sie nur in einigen Auflagen des Buches zu finden, nicht in allen. Die Geschichte ist auch in der Märchensammlung Salikons rosor aus dem Jahr 1967 zu finden.
In Deutschland wurde die Veröffentlichung der Geschichte herausgezögert. Astrid Lindgren berichtete in einem Briefwechsel mit Louise Hartung, dass Friedrich Oetinger die Geschichte nicht geeignet für deutsche Kinder hielt. Er wollte diese nicht in die erste Ausgabe des Buches Klingt meine Linde aufnehmen. Die Opferung des Junker Nils von Eka für seinen König Magnus würde seiner Ansicht nach nazistisches Gedankengut bei Jugendlichen wiedererwecken. Der Briefwechsel ist in dem Buch Ich habe auch gelebt! nachzulesen.
In Deutschland erschien die Geschichte unter dem Titel Hört ihr den Kuckuck? erstmals 1976 in dem Buch Erzähl mir was – Das große Geschichtenbuch für Kinder der Preisträger des internationalen Hans-Christian -Andersen-Preis – Erzähl mir viel. Illustriert wurde das Buch von Alois Carigiet. Als Junker Nils von Eka wurde die Geschichte erstmals 1990 in der Neuauflage des Buches Klingt meine Linde herausgebracht. Die Geschichte wurde im Oktober 1992 als Hörbuch auf Kassette veröffentlicht. Das 55-minütige Hörbuch wurde von Manfred Steffen gelesen.
2007 wurde die Geschichte in Schweden auch als Bilderbuch veröffentlicht. Illustriert wurde die Ausgabe mit Aquarellen von Leif Ruhnström. Leif Ruhnström schrieb für das Buch auch ein Nachwort über die Geschichte und wie er die Bilder dazu im engen Zusammenhang mit dem Text entworfen hat. Die Geschichte erschien beim schwedischen Verlag Boa på Näs. In Deutschland wurde diese Ausgabe bisher nicht herausgebracht.
In den Niederlanden erschien das Buch bereits 1985 als einzelnes Buch unter dem Titel Ridder Niels van Eka bei dem Verlag Ploegsma B.V. Illustriert wurde diese Ausgabe von der Niederländerin Gitte Spee.

## Kinderopern
Die Geschichte von Astrid Lindgren wurde in Schweden von verschiedenen Komponisten zu einer Oper umgeschrieben.

### Inger Wikström (1983)
Im Jahr 1982 komponierte Inger Wikström eine Familienoper zu dem Buch und brachte diese 1983 als Vinyl-LP heraus. Die Schallplatte erschien beim Verlag Art Music AB und bestand aus 22 Stücken.

#### Mitwirkende
- Text: Astrid Lindgren
- Junker Nils: Stefan Roos
- Hertigen: Björn Ohlsson
- Margareta: Margareta Nelvig
- König: John Öhd
- Modern: Maud Tretom
- Sångare/Måns: Per Björsund
- Spinet: Stina Backlund
- Cello: Gunnar Jönsson
- Gitarre, Laute [Renaissance], Flöte, Maultrommel: Mats-Göran Nilsson
- Altblockflöte, Blockflöte [Sopran], Blockflöte [Sopranino], Crumhorn: Margareta Nelvig

### Kim Hedås (2002)
Eine weitere Kinderoper komponierte Kim Hedås. Die Oper ist für sieben Sänger und fünf Musiker geschrieben worden.  Sie wurde am schwedischen Opernhaus Göteborgsoperan aufgeführt. Dort feierte die Oper am 2. Februar 2002 ihre Premiere. Die Regie führte Urban Lindh. Instrumental wurde die Oper von Harfe und Vibrafon dominiert.

### Georg Riedel (2007)
Georg Riedel komponierte im Jahr 2007 eine weitere Oper. Zu Astrid Lindgrens 100. Geburtstag, am 14. November 2007, wurde das Stück von Sörmlands Musik & Teater in Astrid Lindgrens altem zuhause, Näs, gespielt. Genau an diesem Tag wurde auch das Bilderbuch mit den Illustrationen von Leif Ruhnström veröffentlicht.

## Theaterstück
Das Märchen wurde von Mats Huddén zu einem Theaterstück umgeschrieben. 2014 wurde es als Musik- und Erzähltheaterstück im Musikens Hus in Göteborg aufgeführt. Für die Verarbeitung und Dramatisierung war Eva Löfman Törnqvist zuständig. Komponiert wurde das Stück von Hannu Kella und Hans Kennemark.

## Rezeption
Eva Wahlström von der schwedischen Tageszeitung Borås Tidning erklärt, dass die Geschichte von der Liebe und einem Opfer handele, das aus Liebe erbracht werde, davon wie dieses Opfer zum Sieg führe und wie die Vorstellungskraft heilen könne. Die Geschichte weise viele mythische und symbolische Dimensionen auf. Sie glaubt, dass die Geschichte ein Vorläufer für Astrid Lindgrens spätere Geschichte Die Brüder Löwenherz ist.
Arga Anna meint, dass Junker Nils von Eka ihr Lieblingsbuch von Astrid Lindgren sei. Sie findet es sowohl für Kinder, als auch für Erwachsene unterhaltsam.

## Ausgaben
- Sunnanäng, (1959), Rabén & Sjögren, schwedische Erstveröffentlichung, illustriert von Ilon Wikland
- Junker Nils av Eka (2007), Boa på Näs, schwedische Ausgabe – Illustriert von Leif Ruhnström (Bilderbuch)
- Ridder Niels van Eka (1985), Ploegsma B.V., niederländische Ausgabe – Illustriert von Gitte Spee (Bilderbuch)

### In Deutschland veröffentlicht in
- Erzähl mir was! Erzähl mir viel! (veröffentlicht als Hört ihr den Kuckuck?), 1976, Verlag Jugend und Volk, Wien, illustriert von Alois Carigiet
- Klingt meine Linde, 1990 (die früheren Ausgaben ab 1960 enthalten die Geschichte nicht), Verlag Friedrich Oetinger, Hamburg, übersetzt von Anna-Liese Kornitzky, illustriert von Ilon Wikland
- Märchen, 1978, Verlag Friedrich Oetinger, Hamburg, übersetzt von Anna-Liese Kornitzky, illustriert von Ilon Wikland
- Erzählungen und Märchen, 2007, Verlag Friedrich Oetinger, Hamburg, übersetzt von Anna-Liese Kornitzky, illustriert von Ilon Wikland